# Area metropolitana di Londra

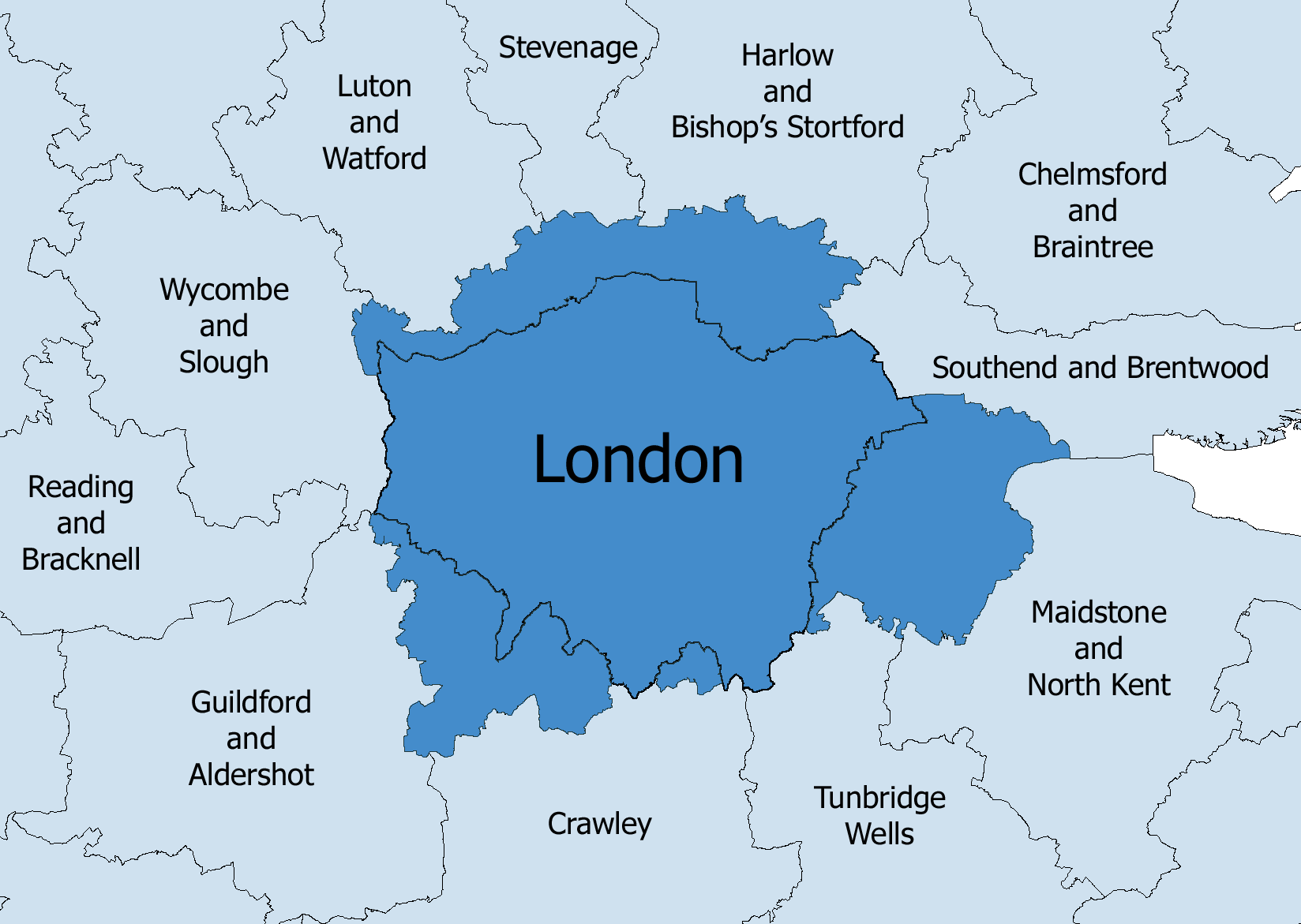
London Travel to Work Area

L'area metropolitana di Londra (in inglese London metropolitan area, London commuter belt, Greater South East o Southeast metropolitan area) è l'area metropolitana che circonda Londra, capitale del Regno Unito.
Il concetto di area metropolitana londinese differisce da quello di Greater London e di Greater London Area Urbana.

## Travel to Work Area
Al 2005, la London Travel to Work Area, definita dall'Office for National Statistics come l'area per la quale "della popolazione residente economicamente attiva, almeno il 75% effettivamente lavora nella zona, e inoltre, di tutti coloro che lavorano nella zona, almeno il 75% vive attualmente nella zona", ha una popolazione di 9.294.800 abitanti.